# Пельґжимово (Нідзицький повіт)
Пельґжимово (пол. Pielgrzymowo, нім. Pilgramsdorf) — село в Польщі, у гміні Козлово Нідзицького повіту Вармінсько-Мазурського воєводства.
Населення — 365 осіб (2011).
У 1975-1998 роках село належало до Ольштинського воєводства.

## Демографія
Демографічна структура станом на 31 березня 2011 року:
|          | Загалом | Допрацездатний вік | Працездатний вік | Постпрацездатний вік |
| -------- | ------- | ------------------ | ---------------- | -------------------- |
| Чоловіки | 193     | 51                 | 135              | 7                    |
| Жінки    | 172     | 42                 | 104              | 26                   |
| Разом    | 365     | 93                 | 239              | 33                   |